# 京鼎樓
京鼎樓（ジンディンロウ）は台湾台北市中山区に総本店を置く、小籠包を看板料理とした台湾料理レストラン。

## 沿革
- 1997年、台湾点心専門店鼎泰豊のトップ点心師をしていた陳兄弟が独立し、 台北市敦化北路に「京鼎小館」を開店。[1][2]
- 2002年、台北市長春路に2号店「京鼎樓」を開店。[1]
- 2018年6月、新北市樹林区に3号店「京鼎樓」を開店。[1]

## 日本における展開
日本では2005年3月に1号店を恵比寿にオープンして、2018年6月現在レストランとフードコート業態の2業態で全国に11店舗を展開。